# بسارتا لسی
بسارتا لسی (انگلیسی: Besarta Leci؛ زادهٔ ۱۴ اکتبر ۱۹۹۳) بازیکن فوتبال اهل کوزوو است.
وی همچنین در تیم ملی فوتبال Kosovo بازی کرده‌است.